# Coppa dei Campioni del Golfo 2017
La Coppa dei Campioni del Golfo 2017 doveva essere la 31ª edizione della coppa.
Questa edizione si sarebbe dovuta svolgere nel 2017 dopo l'annullamento dell'edizione 2016, ma non venne mai giocata a causa delle difficoltà nel trovare degli sponsor per la competizione.

## Squadre
| Team                                | Metodo di Qualificazione                         | App                                 | Ultima App                          |
| ingresso diretto alla fase a gironi | ingresso diretto alla fase a gironi              | ingresso diretto alla fase a gironi | ingresso diretto alla fase a gironi |
| ----------------------------------- | ------------------------------------------------ | ----------------------------------- | ----------------------------------- |
| Al-Muharraq SC                      | vincitore Bahraini King's Cup 2016               | 12°                                 | 2014                                |
| Malkiya                             | 3º posto Bahrein First Division League 2015-2016 | 1°                                  | mai                                 |
| Al-Salmiya SC                       | 2º posto Kuwaiti Premier League 2015-16          | 6°                                  | 2012-13                             |
| Kazma SC                            | 4º posto Kuwaiti Premier League 2015-16          | 4°                                  | 2012                                |
| Al-Suwaiq                           | 2º posto Oman Professional League 2015-16        | 2°                                  | 2015                                |
| Al-Oruba SC                         | 3º posto Oman Professional League 2015-16        | 3°                                  | 2009-10                             |

| Team                                | Metodo di Qualificazione                     | App                                 | Ultima App                          |
| ingresso diretto alla fase a gironi | ingresso diretto alla fase a gironi          | ingresso diretto alla fase a gironi | ingresso diretto alla fase a gironi |
| ----------------------------------- | -------------------------------------------- | ----------------------------------- | ----------------------------------- |
| Umm Salal SC                        | 5º posto Qatar Stars League 2015-2016        | 3°                                  | 2008                                |
| Al Ahly Doha                        | 6º posto Qatar Stars League 2015-2016        | 1°                                  | mai                                 |
| Al-Shabab FC                        | 6º posto Saudi Professional League 2015-2016 | 3°                                  | 1994                                |
| Khaleej FC                          | 7º posto Saudi Professional League 2015-2016 | 1°                                  | mai                                 |
| Al-Wasl F.C.                        | 6º posto UAE Arabian Gulf League 2015-2016   | 6°                                  | 2012                                |
| Al Dhafra FC                        | 8º posto UAE Arabian Gulf League 2015-2016   | 1°                                  | mai                                 |